# Holy (Justin Bieber)
Holy is een nummer van de Canadese zanger Justin Bieber uit 2020, in samenwerking met de Amerikaanse rapper Chance the Rapper.
"Holy" kent een religieuze lading, en is voor Bieber een persoonlijk nummer. Het nummer kent veel Bijbelse verwijzingen, maar ook verwijzingen naar dingen die Bieber de afgelopen jaren heeft meegemaakt. Hij vertelt bijvoorbeeld over de tijd dat hij vaak negatief in het nieuws was, totdat hij besloot zijn leven te beteren en zich liet dopen. Ook verwijst Bieber naar zijn huwelijk met Hailey Baldwin, en naar een beschuldiging van seksueel misbruik van ongeveer zes jaar geleden, die hij ontkent. De rap van Chance the Rapper bevat ook veel referenties naar de Bijbel en komt erop neer dat je vooral moet voorkomen dat je in de problemen komt. De bijbehorende videoclip laat zien dat Bieber en Chance, in de tijd van de coronapandemie, ook troost willen bieden met het nummer. "Veel pijn, veel frustratie, veel mensen die hun baan verliezen", aldus Bieber.
Het nummer werd een wereldwijde hit. In Bieber's thuisland Canada bereikte het de nummer 1-positie, en in zowel de Amerikaanse Billboard Hot 100 als de Nederlandse Top 40 haalde het de 3e positie. In de Vlaamse Ultratop 50 was het nummer minder succesvol met een bescheiden 22e positie.